# 링 네임
링 네임(Ring name)은 권투 선수, 프로레슬러, 킥복서등의 선수들이 가 링에 오를 때 사용하는 가짜이름이다.

## 같이 보기
- 시코나